# رنگیده
رنگیده روستایی از توابع بخش رودشت شهرستان  ورزنه استان  اصفهان که یکی از روستاهای کنار ساحل زاینده رود است. در فاصلهٔ چهار کیلومتری از مرکز بخش رودشت ( کفران فارفان) و در فاصلهٔ بیست و سه کیلومتری از مرکز  شهرستان ورزنه) و ۸۵ کیلومتریِ شرقِ اصفهان واقع گردیده و دارای ۳۶ خانوار و جمعیت بالغ بر ۲۲۰ نفر است.